# Lepidopilidium subdivaricatum
Lepidopilidium subdivaricatum är en bladmossart som beskrevs av Brotherus 1907. Lepidopilidium subdivaricatum ingår i släktet Lepidopilidium och familjen Hookeriaceae. Inga underarter finns listade i Catalogue of Life.